# Homalium myrtifolium
Homalium myrtifolium är en videväxtart som beskrevs av Herman Otto Sleumer. Homalium myrtifolium ingår i släktet Homalium och familjen videväxter. Inga underarter finns listade i Catalogue of Life.